# Bipalium kewense
Bipalium kewense es una planaria terrestre de la familia Geoplanidae. Puede alcanzar 30 cm.

## Distribución
Es originaria de Indochina, aunque se conoce que existen en EE. UU. desde hace más de cien años. También se distribuye en Argentina, México, Australia, Nueva Zelanda, Fiyi, Tonga, Japón, Camboya, Vietnam, Sudáfrica, Santa Helena, Canadá, Alemania, Reino Unido, Irlanda, Finlandia, Guatemala, Argentina, Colombia, Ecuador, Belice, Venezuela, Rep. Dominicana, Panamá. y Honduras. En España han aparecido más recientemente. La primera cita podría ser de 1995.

## Dieta
Se alimenta de caracoles y lombrices. Estas planarias pueden rastrear a sus presas. Una vez capturado, el animal comienza a reaccionar ante el ataque, pero la planaria utiliza su cuerpo carnoso y pegajoso para aferrarse al animal e impedir que escape. Las planarias cubren, o tapan, el prostomio, el peristomio y el extremo anterior para evitar que el animal intente atacar.

## Reproducción
Se reproducen sexual y asexualmente, en regiones templadas apenas se constata la reproducción sexual, siendo habitual la asexual por fragmentación.